# 金 (朱鷺)
金（1967年前后 - 2003年10月10日）是日本最後一隻野生的朱鷺。。由於是雌性，一開始被叫做朱鷺子，後來用當地的愛鳥家暨農家宇治金太郎改名為金。。

## 出典
1. 1 2  . 朝日新聞（夕刊） (朝日新聞社). 2003-10-10: 14.
2. ↑  . 国立科学博物館. 2009-09-01  [2015-04-21]. （原始内容存档于2023-01-30）.